# Teenage rampage
Teenage rampage (een oproep tot revolutie onder teenagers) is een single van The Sweet. Het stond in die jaren niet op een studioalbum van de band, maar werd later bijgeperst op heruitgaven van Desolation Boulevard. Dat is het album waarbij The Sweet zich probeerde los te weken uit het glamrock-circuit en probeerde aan te schuiven bij de serieuze hardrock. Het is een van de veertien singles van The Sweet die de Nederlandse hitparades haalden gedurende hun succesperiode van 1971 tot en met 1975. De B-kant werd gevormd door Own up, take a look at yourself van de leden van The Sweet zelf.

## Hitnotering
In Zwitserland haalde het de tweede plaats. Nederland en België deden het met de verkoop wat minder. In Duitsland stond het zeven weken nummer 1.

### Nederlandse Top 40
| Hitnotering: week 4/1974 t/m week 10/1974 | Hitnotering: week 4/1974 t/m week 10/1974 | Hitnotering: week 4/1974 t/m week 10/1974 | Hitnotering: week 4/1974 t/m week 10/1974 | Hitnotering: week 4/1974 t/m week 10/1974 | Hitnotering: week 4/1974 t/m week 10/1974 | Hitnotering: week 4/1974 t/m week 10/1974 | Hitnotering: week 4/1974 t/m week 10/1974 | Hitnotering: week 4/1974 t/m week 10/1974 |
| Week:                                     | 1                                         | 2                                         | 3                                         | 4                                         | 5                                         | 6                                         | 7                                         |                                           |
| ----------------------------------------- | ----------------------------------------- | ----------------------------------------- | ----------------------------------------- | ----------------------------------------- | ----------------------------------------- | ----------------------------------------- | ----------------------------------------- | ----------------------------------------- |
| Positie:                                  | 24                                        | 13                                        | 11                                        | 18                                        | 33                                        | 36                                        | 37                                        | uit                                       |

### NederlandseDaverende 30
| Hitnotering: 26-01-1974 t/m 22-2-1974 | Hitnotering: 26-01-1974 t/m 22-2-1974 | Hitnotering: 26-01-1974 t/m 22-2-1974 | Hitnotering: 26-01-1974 t/m 22-2-1974 | Hitnotering: 26-01-1974 t/m 22-2-1974 | Hitnotering: 26-01-1974 t/m 22-2-1974 |
| Week:                                 | 1                                     | 2                                     | 3                                     | 4                                     |                                       |
| ------------------------------------- | ------------------------------------- | ------------------------------------- | ------------------------------------- | ------------------------------------- | ------------------------------------- |
| Positie:                              | 19                                    | 13                                    | 11                                    | 16                                    | uit                                   |

### BRT Top 30
| Hitnotering: week 02-02-1974 t/m 05-04-1974 | Hitnotering: week 02-02-1974 t/m 05-04-1974 | Hitnotering: week 02-02-1974 t/m 05-04-1974 | Hitnotering: week 02-02-1974 t/m 05-04-1974 | Hitnotering: week 02-02-1974 t/m 05-04-1974 | Hitnotering: week 02-02-1974 t/m 05-04-1974 | Hitnotering: week 02-02-1974 t/m 05-04-1974 | Hitnotering: week 02-02-1974 t/m 05-04-1974 | Hitnotering: week 02-02-1974 t/m 05-04-1974 | Hitnotering: week 02-02-1974 t/m 05-04-1974 | Hitnotering: week 02-02-1974 t/m 05-04-1974 |
| Week:                                       | 1                                           | 2                                           | 3                                           | 4                                           | 5                                           | 6                                           | 7                                           | 8                                           | 9                                           |                                             |
| ------------------------------------------- | ------------------------------------------- | ------------------------------------------- | ------------------------------------------- | ------------------------------------------- | ------------------------------------------- | ------------------------------------------- | ------------------------------------------- | ------------------------------------------- | ------------------------------------------- | ------------------------------------------- |
| Positie:                                    | 12                                          | 14                                          | 7                                           | 19                                          | 13                                          | 17                                          | 12                                          | 27                                          | 25                                          | uit                                         |

### Britse Singles Chart
In Engeland zaten Chinn en Chapman zichzelf dwars voor een nummer-1 positie van dit lied. Toen The Sweet nummer 2 stond, blokkeerde Mud met Tiger feet hun weg omhoog.
| Hitnotering: week 19-01-1974 t/m 15-03-1974 | Hitnotering: week 19-01-1974 t/m 15-03-1974 | Hitnotering: week 19-01-1974 t/m 15-03-1974 | Hitnotering: week 19-01-1974 t/m 15-03-1974 | Hitnotering: week 19-01-1974 t/m 15-03-1974 | Hitnotering: week 19-01-1974 t/m 15-03-1974 | Hitnotering: week 19-01-1974 t/m 15-03-1974 | Hitnotering: week 19-01-1974 t/m 15-03-1974 | Hitnotering: week 19-01-1974 t/m 15-03-1974 | Hitnotering: week 19-01-1974 t/m 15-03-1974 |
| Week:                                       | 1                                           | 2                                           | 3                                           | 4                                           | 5                                           | 6                                           | 7                                           | 8                                           |                                             |
| ------------------------------------------- | ------------------------------------------- | ------------------------------------------- | ------------------------------------------- | ------------------------------------------- | ------------------------------------------- | ------------------------------------------- | ------------------------------------------- | ------------------------------------------- | ------------------------------------------- |
| Positie:                                    | 6                                           | 2                                           | 2                                           | 2                                           | 4                                           | 11                                          | 24                                          | 34                                          | uit                                         |